# Joseph Pouzin
Pour les articles homonymes, voir Pouzin.
Joseph Pouzin est un homme politique français né le 9 décembre 1880 à Saint-Paul-lès-Romans (Drôme) et décédé le 29 juillet 1964 à Saint-Paul-lès-Romans.
Agriculteur, il est conseiller municipal de Saint-Paul-lès-Romans en 1919, et député de la Drôme de 1919 à 1924, inscrit au groupe de l'Action républicaine et sociale. 

## Sources
- « Joseph Pouzin », dans le Dictionnaire des parlementaires français (1889-1940), sous la direction de Jean Jolly, PUF, 1960 [détail de l’édition]